# Exechia pratti
Exechia pratti är en tvåvingeart som beskrevs av Shaw 1951. Exechia pratti ingår i släktet Exechia och familjen svampmyggor. Inga underarter finns listade i Catalogue of Life.